# Litauen i Eurovision Song Contest 2012
Litauen deltog i Eurovision Song Contest 2012 i Baku i Azerbajdzjan.

## Uttagningen
Den 11 september 2011 meddelade LRT att man skulle delta i nästa års upplaga av ESC. Innan dess var det inte säkert på om landet skulle delta på grund av TV-bolagets ekonomiska problem. Mellan den 14 oktober och 31 december kunde bidrag skickas in. Den 6 november avslöjade LRT information om den nationella uttagning som skulle bestämma landets bidrag. Det meddelades att uttagningen skulle bestå av ett antal semifinaler följt av en final och att 50% jury och 50% telefonröstning skulle användas som resultat förutom i den andra omgången av finalen då 100% jury skulle användas. Den andra omgången av finalen, den så kallade "superfinalen", skulle bestå av tre bidrag som tagit sig vidare från den första omgången. Tiden att skicka in bidrag utökades även till den 2 januari 2012. Den 5 januari meddelades det att 47 bidrag valts ut av de som skickats in. Den 31 januari meddelades det att uttagningen skulle börja den 4 februari och att en presskonferens där mer information skulle avslöjas skulle hållas nästa dag, den 1 februari. På presskonferens meddelades det att fyra semifinaler skulle hållas innan en final den 3 mars. Semifinalerna skulle hållas den 4, 11, 18 och 25 februari med förinspelade framträdanden. Juryns 50% av resultatet i semifinalerna meddelades redan innan varje semifinal. De 47 bidrag som tidigare valts ut minskades ner till 36 och varje semifinal innehöll därmed 9 bidrag varav 3 tog sig vidare till finalen.

### Semifinal 1
Den första semifinalen gick av stapeln den 4 februari och tre bidrag tog sig vidare till finalen. De som tog sig vidare var Beissoul, The Independent och Multiks.
|   | Artist                   | Sång            | Jury | Tele | Poäng | Plats |
| - | ------------------------ | --------------- | ---- | ---- | ----- | ----- |
| 1 | The Independent          | "Baby"          | 10   | 8    | 18    | 2     |
| 2 | Kamile Kielaite          | "Try"           | 8    | 4    | 12    | 5     |
| 3 | Multiks                  | "Star"          | 7    | 10   | 17    | 3     |
| 4 | Valdas Maksvytis         | "Dar laiko yra" | 3    | 7    | 10    | 7     |
| 5 | Chill out, have no doubt | "Until the end" | 4    | 6    | 10    | 6     |
| 6 | The Artrace              | "Fly LT"        | 8    | 5    | 13    | 4     |
| 7 | Indigo                   | "Sugrizk"       | 6    | 2    | 8     | 8     |
| 8 | Laisva                   | "Nutolk"        | 5    | 3    | 8     | 9     |
| 9 | Beissoul                 | "Why"           | 12   | 12   | 24    | 1     |

### Semifinal 2
Den andra semifinalen gick av stapeln den 11 februari och tre bidrag tog sig vidare till finalen. De som tog sig vidare var Vytautas Matuzas, Alive ay och Katazina. Även Sati tog sig vidare till finalen som ett "wildcard". Sati vann en omröstning på nätet som blev klar den 28 februari, efter det att alla semifinalerna avslutats.
|   | Artist            | Sång                 | Jury | Tele | Poäng | Plats |
| - | ----------------- | -------------------- | ---- | ---- | ----- | ----- |
| 1 | Sweetsalt         | "My love"            | 5    | 3    | 8     | 8     |
| 2 | Diana Jasilionytė | "Dear someone"       | 8    | 7    | 15    | 4     |
| 3 | Martynas Beinaris | "Bella Donna"        | 4    | 6    | 10    | 7     |
| 4 | Alive Way         | "Amazed by You"      | 12   | 8    | 20    | 2     |
| 5 | Sati              | "Light is the one"   | 6    | 4    | 10    | 6     |
| 6 | Vytautas Matuzas  | "Take it Back"       | 10   | 12   | 22    | 1     |
| 7 | Katažina          | "Euforija"           | 7    | 10   | 17    | 3     |
| 8 | Laura J and Stiga | "Fading in the Mist" | 3    | 2    | 5     | 9     |
| 9 | Jurijus Veklenko  | "Tu ne viena"        | 7    | 5    | 12    | 5     |

### Semifinal 3
Den tredje semifinalen gick av stapeln den 18 februari och tre bidrag tog sig vidare till finalen. De som tog sig vidare var Monika, Vig Roses och Bekeso Vilkai.
|   | Artist                        | Sång                   | Jury | Tele | Poäng | Plats |
| - | ----------------------------- | ---------------------- | ---- | ---- | ----- | ----- |
| 1 | Thundertale                   | "Heroes, arise!"       | 3    | 6    | 9     | 8     |
| 2 | Sound's Engineers ft. Natalie | "Blind"                | 7    | 2    | 9     | 6     |
| 3 | Donatas Šimkus – Dūmas        | "Party all day"        | 7    | 8    | 15    | 4     |
| 4 | VIG Roses                     | "Come back home"       | 8    | 10   | 18    | 2     |
| 5 | Bekešo Vilkai                 | "Letter by letter"     | 10   | 7    | 17    | 3     |
| 6 | Greta Jorudaitė               | "Show me what you got" | 4    | 5    | 9     | 7     |
| 7 | Liepa                         | "Viena"                | 6    | 4    | 10    | 5     |
| 8 | Gražvydas Sidiniauskas        | "When I say yes"       | 5    | 3    | 8     | 9     |
| 9 | Monika                        | "Happy"                | 12   | 12   | 24    | 1     |

### Semifinal 4
Den fjärde semifinalen gick av stapeln den 25 februari och tre bidrag tog sig vidare till finalen. De som tog sig vidare var Donny Montell, DAR och Simona Milinyte. Även Greta Smidt tog sig vidare till finalen som ett "wildcard".
|   | Artist               | Sång            | Jury | Tele | Poäng | Plats |
| - | -------------------- | --------------- | ---- | ---- | ----- | ----- |
| 1 | Merlin               | "Wheel of time" | 7    | 4    | 11    | 4     |
| 2 | LadyBell             | "Mano muzika"   | 5    | 5    | 10    | 5     |
| 3 | Donata Virbilaitė    | "Superman"      | 6    | 3    | 9     | 8     |
| 4 | "Laiptai"            | "Ašarų lietus"  | 4    | 6    | 10    | 6     |
| 5 | Greta Šmidt          | "The One"       | 3    | 7    | 10    | 7     |
| 6 | Vaida feat. Movetron | "Medieval love" | 2    | 2    | 4     | 9     |
| 7 | DAR                  | "Home"          | 10   | 8    | 18    | 2     |
| 8 | Simona Milinytė      | "One of a kind" | 8    | 10   | 18    | 3     |
| 9 | Donny Montell        | "Love Is blind" | 12   | 12   | 24    | 1     |

### Finalen
Finalen gick av stapeln den 3 mars och 14 bidrag tävlade om äran att få representera sitt land i Eurovision Song Contest. Finalen bestod av de tre bidrag som tagit sig vidare från varje av de fyra semifinalerna samt två wildcards som valts ut. Gästartister i finalen var tre artister som redan valts ut till att representera sina länder i Baku. De var Anggun (Frankrike), Kurt Calleja (Malta) och Gaitana (Ukraina). Efter att varje bidrag framförts valdes tre bidrag ut med hjälp av 50% jury och 50% telefonröster till att gå vidare till den så kallade "superfinalen". De som tog sig vidare till superfinalen var Donny Montell, DAR och Monika.
I den första omgången fick Donny Montell flest röster av både juryn och folket. Han fick därmed 24 poäng vilket var det högsta möjliga. Han fick 15 664 telefonröster, 4 660 fler än tvåan DAR.
|    | Artist           | Sång               | Jury | Tele | Poäng | Plats |
| -- | ---------------- | ------------------ | ---- | ---- | ----- | ----- |
| 1  | The Independent  | "Baby"             | 2    | 0    | 2     | 12    |
| 2  | Alive Way        | "Amazed by You"    | 4    | 1    | 5     | 9     |
| 3  | Greta Šmidt      | "The one"          | 2    | 0    | 2     | 11    |
| 4  | Sati             | "Light is the one" | 1    | 0    | 1     | 13    |
| 5  | Vytautas Matuzas | "Take it Back"     | 5    | 6    | 11    | 6     |
| 6  | Monika           | "Happy"            | 7    | 8    | 15    | 3     |
| 7  | VIG Roses        | "Come back home"   | 3    | 4    | 7     | 8     |
| 8  | Multiks          | "Star"             | 0    | 0    | 0     | 14    |
| 9  | Katažina         | "Euforija"         | 2    | 2    | 4     | 10    |
| 10 | Simona Milinytė  | "One of a kind"    | 1    | 7    | 8     | 7     |
| 11 | Beissoul         | "Why"              | 6    | 5    | 11    | 5     |
| 12 | Bekešo Vilkai    | "Letter by letter" | 8    | 3    | 11    | 4     |
| 13 | Donny Montell    | "Love Is blind"    | 12   | 12   | 24    | 1     |
| 14 | DAR              | "Home"             | 10   | 10   | 20    | 2     |

#### Superfinalen
I superfinalen var det upp till juryn att besluta vilket bidrag som skulle representera Litauen i Baku då 100% jury användes för första gången under uttagningen. Juryn valde att skicka Donny Montell med sin låt "Love Is blind". Han hade varit favorit till att vinna redan innan finalen.
|   | Artist        | Sång            | Plats |
| - | ------------- | --------------- | ----- |
| 1 | Monika        | "Happy"         | 3     |
| 2 | Donny Montell | "Love Is blind" | 1     |
| 3 | DAR           | "Home"          | 2     |

## Vid Eurovision
Litauen deltog i den andra semifinalen den 24 maj. Där hade de startnummer 18. De tog sig vidare till finalen som hölls den 26 maj. Där hade de startnummer 4. De hamnade på 14:e plats med 70 poäng. Litauen fick poäng från 14 av de 41 röstande länderna. De fick en tolvpoängare från Georgien.